# W.H. Auden

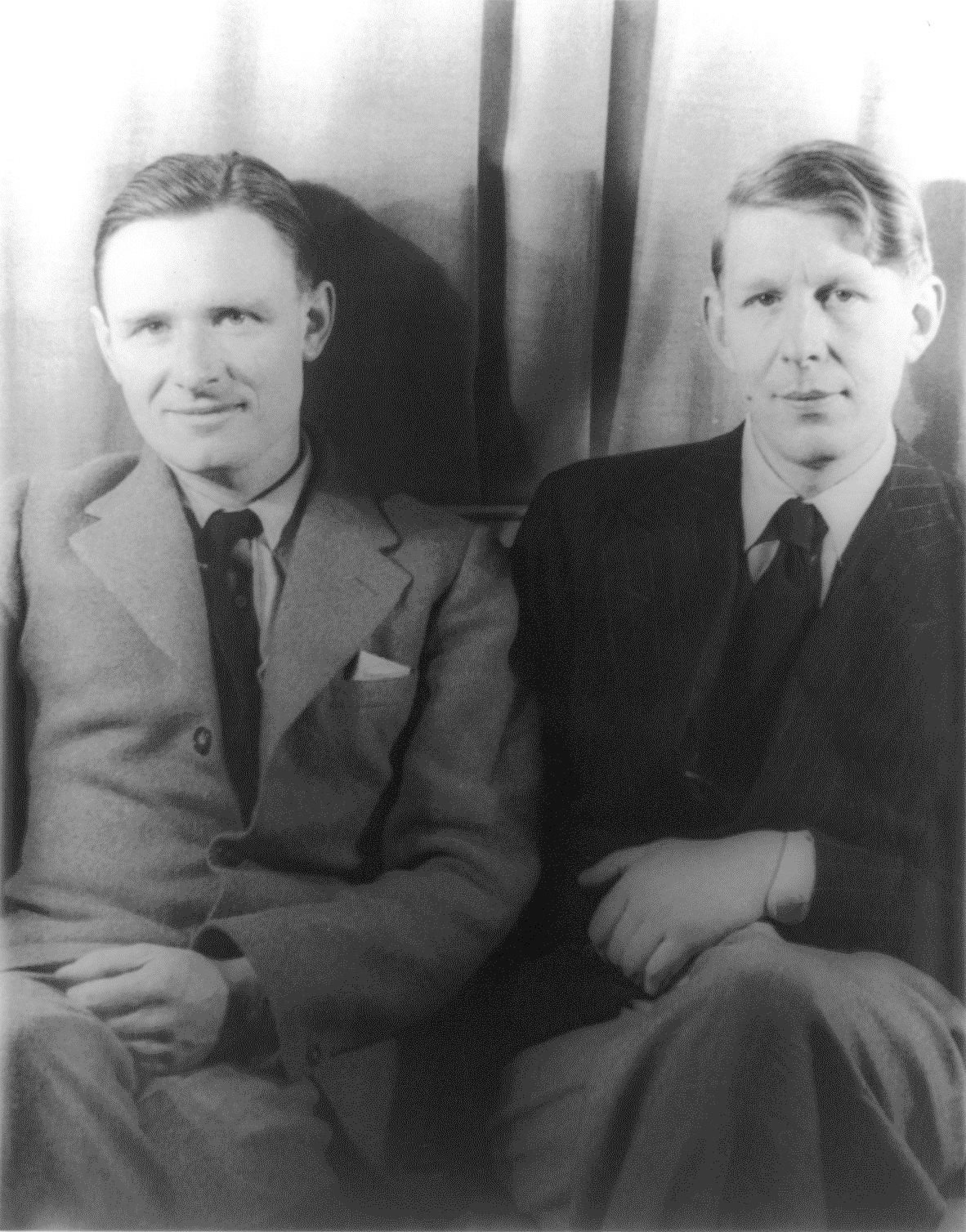
Christopher Isherwood i W.H. Auden (1939)

W.H. Auden, właśc. Wystan Hugh Auden  (ur. 21 lutego 1907  w Yorku, zm. 29 września 1973  w Wiedniu ) – angielski poeta i pisarz . Tworzył wiersze, dramaty i eseje . Wraz z Christopherem Isherwoodem tworzył tzw. brechtowskie dramaty wierszem . Jest autorem librett, m.in. do Żywota rozpustnika z 1951 .

## Życiorys
Urodził się w Yorku, wczesne dzieciństwo spędził w Birmingham. Od ósmego roku życia uczęszczał do szkół z internatem – w Surrey i Norfolk (Szkoła Greshama). Wychowywany w rodzinie anglikańskiej, jako kilkunastolatek porzucił wiarę.
Wykształcony w Oksfordzie , otrzymał niższy stopień naukowy (bakałarza) po trzech latach studiów. Następnie spędził rok 1928–1929 w Berlinie , gdzie uczył angielskiego. Tam zaczął wyrażać swój dotychczas skrywany homoseksualizm.
Po powrocie do Anglii uczył w szkołach dla chłopców. W tym okresie, pomiędzy 1930 a 1935 napisał najlepsze ze swych wczesnych wierszy miłosnych – This Lunar Beauty, Lay Your Sleeping Head, My Love, Fish in the Unruffled Lakes i Out on the Lawn I Lie in Bed. W 1935 ożenił się z Eriką Mann , córką Thomasa Manna – było to „papierowe małżeństwo”, mające na celu umożliwienie Erice opuszczenie Rzeszy – oboje małżonkowie byli osobami homoseksualnymi.
Auden, podobnie jak George Orwell, Pablo Neruda i Ernest Hemingway, wyjechał na hiszpańską wojnę domową, aby wspierać republikanów  . Wojnie tej poświęcił utwór Spain . Już wcześniej był uważany za swoistego rzecznika środowisk lewicowo-liberalnych, ale nigdy nie wstąpił do partii komunistycznej. Przeżył tam wielkie rozczarowanie – po powrocie z Hiszpanii odciął się zupełnie od komunistów, odmawiał udziału w wiecach i prelekcjach.
W 1939 wyemigrował do Stanów Zjednoczonych  . Brał udział w II wojnie światowej jako pilot . W 1946 otrzymał amerykańskie obywatelstwo. W USA związał się ze swoim studentem Chesterem Kallmanem, byli razem prawie czterdzieści lat.
W Stanach w 1947 wydał kolejny zbiór poezji The Age of Anxiety , za który otrzymał nagrodę Pulitzera .
W 1948 powrócił do Europy, podróżując po wielu krajach, spędzając jednak najwięcej czasu we Włoszech i Austrii. W latach 1956–1961 był profesorem poezji na Uniwersytecie Oksfordzkim . Zgodnie z tradycją, praca ta polega na wygłaszaniu nie więcej niż trzech wykładów rocznie i jest właściwie rodzajem stypendium umożliwiającego dostatnie i spokojne życie. W okresie swojej profesury Auden spędził w Oksfordzie nie więcej niż kilka tygodni. Dopiero w ostatnim roku swojego życia osiadł ostatecznie w Oksfordzie. Zmarł w Wiedniu 29 września 1973 .
„Późny” Auden skoncentrował się na dłuższych utworach poetyckich, a poprzez rozległe lektury filozoficzne i teologiczne zbliżył się do chrześcijaństwa. Obok poezji tworzył także prace krytycznoliterackie i dramaty, współpracował również z muzykami.
Wiersze Audena na język polski tłumaczyli Stanisław Barańczak (m.in. 44 wiersze, Kraków 1994) oraz Leszek Elektorowicz, Anna Knight, Tomasz Paweł Röhrich, Jarosław Marek Rymkiewicz, Jan Rostworowski i Dariusz Sośnicki.
Wiersz Audena „Funeral Blues” został wykorzystany w filmie Cztery wesela i pogrzeb.

## Twórczość
- Christmas Oratorio (wiersze, 1932)
- Look, Stranger (wiersze, 1936)
- The Ascent of F6 (dramat wierszem, 1936)
- Spain (1937)
- New Year Letter (1940)
- For the Time Being (1941–1942) wyd. pol. Tym czasom, przeł. Stanisław Barańczak, Dialog 1992/12
- The Sea and the Mirror (1942–1944) wyd. pol. Morze i zwierciadło, przeł. S. Barańczak, Kraków 2003
- The Age of Anxiety (1944–1946)
- Achilles' Shield (1955)

## Wydania polskie
- Ręka farbiarza i inne eseje, Państwowy Instytut Wydawniczy 1988, wybór Michał Sprusiński, Jan Zieliński, wstęp Jan Zieliński, wydanie I, stron 560, oprawa miękka z obwolutą, seria: Biblioteka Krytyki Współczesnej.
- Liryki najpiękniejsze, Toruń: ALGO, 2001, wydanie pierwsze, stron 50, oprawa twarda, ISBN 83-88033-61-1.
- Morze i zwierciadło, Kraków: Wydawnictwo a5, 2003, wydanie pierwsze, stron 72, oprawa miękka ze skrzydełkami, ISBN 83-85568-58-1.
- 44 wiersze, Kraków, Wydawnictwo Znak 1994, wybór, przekład, wstęp i opracowanie Stanisław Barańczak, stron 192, oprawa miękka, seria: Biblioteczka Poetów Języka Angielskiego pod redakcją Stanisława Barańczaka, tom 7, ISBN 83-7006-219-9.
- W podziękowaniu za siedlisko, Biuro Literackie, Wrocław 2013, wybór, przekład i posłowie Dariusz Sośnicki, stron 56, oprawa miękka ze skrzydełkami, seria: Poezje, tom 95, ISBN 978-83-63129-46-0